# Scorbé-Clairvaux
Scorbé-Clairvaux és un municipi francès situat al departament de la Viena i a la regió de la Nova Aquitània. L'any 2007 tenia 2.376 habitants.

## Demografia

### Població
El 2007 la població de fet de Scorbé-Clairvaux era de 2.376 persones. Hi havia 949 famílies de les quals 214 eren unipersonals (111 homes vivint sols i 103 dones vivint soles), 356 parelles sense fills, 334 parelles amb fills i 45 famílies monoparentals amb fills.
La població ha evolucionat segons el següent gràfic:
Habitants censats

### Habitatges
El 2007 hi havia 1.051 habitatges, 953 eren l'habitatge principal de la família, 31 eren segones residències i 67 estaven desocupats. 989 eren cases i 59 eren apartaments. Dels 953 habitatges principals, 764 estaven ocupats pels seus propietaris, 175 estaven llogats i ocupats pels llogaters i 13 estaven cedits a títol gratuït; 15 tenien una cambra, 66 en tenien dues, 149 en tenien tres, 306 en tenien quatre i 416 en tenien cinc o més. 730 habitatges disposaven pel capbaix d'una plaça de pàrquing. A 397 habitatges hi havia un automòbil i a 494 n'hi havia dos o més.

### Piràmide de població
La piràmide de població per edats i sexe el 2009 era:
| Homes | Edats   | Dones |
| ----- | ------- | ----- |
| 0     | 95 o +  | 0     |
| 4     | 90 a 94 | 12    |
| 8     | 85 a 89 | 28    |
| 0     | 80 a 84 | 44    |
| 56    | 75 a 79 | 32    |
| 36    | 70 a 74 | 36    |
| 48    | 65 a 69 | 44    |
| 36    | 60 a 64 | 40    |
| 52    | 55 a 59 | 32    |
| 60    | 50 a 54 | 80    |
| 120   | 45 a 49 | 120   |
| 96    | 40 a 44 | 92    |
| 72    | 35 a 39 | 64    |
| 92    | 30 a 34 | 116   |
| 44    | 25 a 29 | 52    |
| 56    | 20 a 24 | 36    |
| 76    | 15 a 19 | 76    |
| 108   | 10 a 14 | 72    |
| 56    | 5 a 9   | 52    |
| 60    | 0 a 4   | 64    |

## Economia
El 2007 la població en edat de treballar era de 1.559 persones, 1.158 eren actives i 401 eren inactives. De les 1.158 persones actives 1.040 estaven ocupades (571 homes i 469 dones) i 118 estaven aturades (40 homes i 78 dones). De les 401 persones inactives 149 estaven jubilades, 93 estaven estudiant i 159 estaven classificades com a «altres inactius».

### Ingressos
El 2009 a Scorbé-Clairvaux hi havia 962 unitats fiscals que integraven 2.345,5 persones, la mediana anual d'ingressos fiscals per persona era de 17.947 €.

### Activitats econòmiques
Dels 76 establiments que hi havia el 2007, 2 eren d'empreses alimentàries, 1 d'una empresa de fabricació de material elèctric, 3 d'empreses de fabricació d'altres productes industrials, 15 d'empreses de construcció, 16 d'empreses de comerç i reparació d'automòbils, 3 d'empreses de transport, 2 d'empreses d'hostatgeria i restauració, 4 d'empreses d'informació i comunicació, 4 d'empreses financeres, 2 d'empreses immobiliàries, 9 d'empreses de serveis, 8 d'entitats de l'administració pública i 7 d'empreses classificades com a «altres activitats de serveis».
Dels 24 establiments de servei als particulars que hi havia el 2009, 1 era una oficina de correu, 1 una oficina bancària, 4 tallers de reparació d'automòbils i de material agrícola, 1 autoescola, 1 paleta, 6 guixaires pintors, 2 fusteries, 1 lampisteria, 2 electricistes, 4 perruqueries i 1 restaurant.
Dels 4 establiments comercials que hi havia el 2009, 1 era una botiga de menys de 120 m², 2 fleques i 1 una llibreria.
L'any 2000 a Scorbé-Clairvaux hi havia 45 explotacions agrícoles que ocupaven un total de 544 hectàrees.

## Equipaments sanitaris i escolars
L'únic equipament sanitari que hi havia el 2009 era una farmàcia.
El 2009 hi havia 1 escola maternal i 1 escola elemental.

## Poblacions més properes
El següent diagrama mostra les poblacions més properes.